# LA Women’s Tennis Championships
Az LA Women’s Tennis Championships presented by Herbalife nők számára rendezett tenisztorna volt a kaliforniai Carsonban, Los Angeles elővárosában 2009-ig. A korábban East West Bank Classic néven ismert verseny besorolása 2008-ig Tier II-es volt, 2009-ben pedig a Premier tornák közé tartozott. 2010-ben Carsonból Carlsbadba költözött a viadal.
A mérkőzéseket kemény pályán, szabad téren játszották. Az utolsó tornát az olasz Flavia Pennetta nyerte meg.

## Döntők

### Egyéni
| 1971    | Billie Jean King                           | Rosemary Casals                            | 6–1, 6–2                                   |                                            |                                            |
| 1972    | Rosemary Casals                            | Françoise Durr                             | 6–2, 6–7, 6–3                              |                                            |                                            |
| 1973    | Margaret Court                             | Nancy Richey Gunter                        | 7–5, 6–7, 7–5                              |                                            |                                            |
| 1974–76 | Nem rendezték meg.                         | Nem rendezték meg.                         | Nem rendezték meg.                         |                                            |                                            |
| 1977    | Chris Evert                                | Martina Navratilova                        | 6–2, 2–6, 6–1                              |                                            |                                            |
| 1978    | Martina Navratilova                        | Rosemary Casals                            | 6–3, 6–2                                   |                                            |                                            |
| 1979    | Chris Evert                                | Martina Navratilova                        | 6–3, 6–4                                   |                                            |                                            |
| 1980    | Martina Navratilova                        | Tracy Austin                               | 6–2, 6–0                                   |                                            |                                            |
| 1981    | Martina Navratilova                        | Andrea Jaeger                              | 6–4, 6–0                                   |                                            |                                            |
| 1982    | Mima Jaušovec                              | Sylvia Hanika                              | 6–2, 7–6(4)                                |                                            |                                            |
| 1983    | Martina Navratilova                        | Chris Evert                                | 6–1, 6–3                                   |                                            |                                            |
| 1984    | Chris Evert                                | Wendy Turnbull                             | 6–2, 6–3                                   |                                            |                                            |
| 1985    | Claudia Kohde-Kilsch                       | Pam Shriver                                | 6–2, 6–4                                   |                                            |                                            |
| 1986    | Martina Navratilova                        | Chris Evert                                | 7–6(5), 6–3                                |                                            |                                            |
| 1987    | Steffi Graf                                | Chris Evert                                | 6–3, 6–4                                   |                                            |                                            |
| 1988    | Chris Evert                                | Gabriela Sabatini                          | 2–6, 6–1, 6–1                              |                                            |                                            |
| 1989    | Martina Navratilova                        | Gabriela Sabatini                          | 6–0, 6–2                                   |                                            |                                            |
| 1990    | Szeles Mónika                              | Martina Navratilova                        | 6–4, 3–6, 7–6(6)                           |                                            |                                            |
| 1991    | Szeles Mónika                              | Date Kimiko                                | 6–3, 6–1                                   |                                            |                                            |
| 1992    | Martina Navratilova                        | Szeles Mónika                              | 6–4, 6–2                                   |                                            |                                            |
| 1993    | Martina Navratilova                        | Arantxa Sánchez Vicario                    | 7–5, 7–6(4)                                |                                            |                                            |
| 1994    | Amy Frazier                                | Ann Grossman                               | 6–1, 6–3                                   |                                            |                                            |
| 1995    | Conchita Martínez                          | Chanda Rubin                               | 4–6, 6–1, 6–3                              |                                            |                                            |
| 1996    | Lindsay Davenport                          | Anke Huber                                 | 6–2, 6–3                                   |                                            |                                            |
| 1997    | Szeles Mónika                              | Lindsay Davenport                          | 5–7, 7–5, 6–4                              |                                            |                                            |
| 1998    | Lindsay Davenport                          | Martina Hingis                             | 4–6, 6–4, 6–3                              |                                            |                                            |
| 1999    | Serena Williams                            | Julie Halard-Decugis                       | 6–1, 6–4                                   |                                            |                                            |
| 2000    | Serena Williams                            | Lindsay Davenport                          | 4–6, 6–4, 7–6(1)                           |                                            |                                            |
| 2001    | Lindsay Davenport                          | Szeles Mónika                              | 6–3, 7–5                                   |                                            |                                            |
| 2002    | Chanda Rubin                               | Lindsay Davenport                          | 5–7, 7–6(5), 6–3                           |                                            |                                            |
| 2003    | Kim Clijsters                              | Lindsay Davenport                          | 6–1, 3–6, 6–1                              |                                            |                                            |
| 2004    | Lindsay Davenport                          | Serena Williams                            | 6–1, 6–3                                   |                                            |                                            |
| 2005    | Kim Clijsters                              | Daniela Hantuchová                         | 6–4, 6–1                                   |                                            |                                            |
| 2006    | Jelena Gyementyjeva                        | Jelena Janković                            | 6–3, 4–6, 6–4                              |                                            |                                            |
| 2007    | Ana Ivanović                               | Nagyja Petrova                             | 7–5, 6–4                                   |                                            |                                            |
| 2008    | Gyinara Szafina                            | Flavia Pennetta                            | 6–4, 6–2                                   |                                            |                                            |
| 2009    | Flavia Pennetta                            | Samantha Stosur                            | 6–4, 6–3                                   |                                            |                                            |
| 2010    | Nem rendezték meg, elköltözött Carlsbadba. | Nem rendezték meg, elköltözött Carlsbadba. | Nem rendezték meg, elköltözött Carlsbadba. | Nem rendezték meg, elköltözött Carlsbadba. | Nem rendezték meg, elköltözött Carlsbadba. |

### Páros
| 1971    | Rosemary Casals Billie Jean King                 | Françoise Durr Ann Haydon Jones            | 7–5, 6–3                                   |                                            |                                            |
| 1972    | Rosemary Casals Virginia Wade                    | Helen Gourlay Karen Krantzcke              | 6–4, 5–7, 7–5                              |                                            |                                            |
| 1973    | Rosemary Casals Julie Heldman                    | Margaret Court Lesley Hunt                 | visszaléptek                               |                                            |                                            |
| 1974–76 | Nem rendezték meg.                               | Nem rendezték meg.                         | Nem rendezték meg.                         |                                            |                                            |
| 1977    | Rosemary Casals Chris Evert                      | Martina Navratilova Betty Stöve            | 6–2, 6–4                                   |                                            |                                            |
| 1978    | Betty Stöve Virginia Wade                        | Greer Stevens Pam Teeguarden               | 6–3, 6–2                                   |                                            |                                            |
| 1979    | Rosemary Casals Chris Evert                      | Martina Navratilova Anne Smith             | 6–4, 1–6, 6–3                              |                                            |                                            |
| 1980    | Rosemary Casals Martina Navratilova              | Kathy Jordan Anne Smith                    | 7–6, 6–2                                   |                                            |                                            |
| 1981    | Sue Barker Ann Kiyomura                          | Marita Redondo Peanut Louie                | 6–1, 4–6, 6–1                              |                                            |                                            |
| 1982    | Kathy Jordan Anne Smith                          | Barbara Potter Sharon Walsh                | 6–3, 7–5                                   |                                            |                                            |
| 1983    | Martina Navratilova Pam Shriver                  | Betsy Nagelsen Virginia Ruzici             | 6–1, 6–0                                   |                                            |                                            |
| 1984    | Chris Evert Wendy Turnbull                       | Bettina Bunge Eva Pfaff                    | 6–2, 6–4                                   |                                            |                                            |
| 1985    | Claudia Kohde-Kilsch Helena Suková               | Hana Mandlíková Wendy Turnbull             | 6–4, 6–2                                   |                                            |                                            |
| 1986    | Martina Navratilova Pam Shriver                  | Claudia Kohde-Kilsch Helena Suková         | 6–4, 6–3                                   |                                            |                                            |
| 1987    | Martina Navratilova Pam Shriver                  | Zina Garrison Lori McNeil                  | 6–3, 6–4                                   |                                            |                                            |
| 1988    | Patty Fendick Jill Hetherington                  | Gigi Fernández Robin White                 | 7–6(2), 5–7, 6–4                           |                                            |                                            |
| 1989    | Martina Navratilova Wendy Turnbull               | Claudia Kohde-Kilsch Mary Joe Fernández    | 5–2 feladták                               |                                            |                                            |
| 1990    | Gigi Fernández Jana Novotná                      | Mercedes Paz Gabriela Sabatini             | 6–3, 4–6, 6–4                              |                                            |                                            |
| 1991    | Larisa Savchenko Natalia Zvereva                 | Gretchen Rush Magers Robin White           | 6–1, 2–6, 6–2                              |                                            |                                            |
| 1992    | Arantxa Sánchez Vicario Helena Suková            | Zina Garrison Pam Shriver                  | 6–4, 6–2                                   |                                            |                                            |
| 1993    | Arantxa Sánchez Vicario Helena Suková            | Gigi Fernández Natallja Zvereva            | 7–6(3), 6–3                                |                                            |                                            |
| 1994    | Julie Halard Nathalie Tauziat                    | Jana Novotná Lisa Raymond                  | 6–1, 0–6, 6–1                              |                                            |                                            |
| 1995    | Gigi Fernández Natallja Zvereva                  | Gabriela Sabatini Larisa Savchenko Neiland | 7–5, 6–7(2), 7–5                           |                                            |                                            |
| 1996    | Lindsay Davenport Natallja Zvereva               | Amy Frazier Kimberly Po                    | 6–1, 6–4                                   |                                            |                                            |
| 1997    | Yayuk Basuki Caroline Vis                        | Larisa Savchenko Neiland Helena Suková     | 7–6(7), 6–3                                |                                            |                                            |
| 1998    | Martina Hingis Natallja Zvereva                  | Tamarine Tanasugarn Olena Tatarkova        | 6–4, 6–2                                   |                                            |                                            |
| 1999    | Arantxa Sánchez Vicario Larisa Savchenko Neiland | Lisa Raymond Rennae Stubbs                 | 6–2, 6–7(5), 6–0                           |                                            |                                            |
| 2000    | Els Callens Dominique Monami Van Roost           | Kimberly Po Anne-Gaëlle Sidot              | 6–2, 7–5                                   |                                            |                                            |
| 2001    | Kimberly Po-Messerli Nathalie Tauziat            | Nicole Arendt Caroline Vis                 | 6–3, 7–5                                   |                                            |                                            |
| 2002    | Kim Clijsters Jelena Dokić                       | Daniela Hantuchová Szugijama Ai            | 6–2, 6–3                                   |                                            |                                            |
| 2003    | Mary Pierce Rennae Stubbs                        | Jelena Bovina Els Callens                  | 6–3, 6–3                                   |                                            |                                            |
| 2004    | Nagyja Petrova Meghann Shaughnessy               | Conchita Martínez Virginia Ruano Pascual   | 6–7(2), 6–4, 6–3                           |                                            |                                            |
| 2005    | Jelena Gyementyjeva Flavia Pennetta              | Angela Haynes Bethanie Mattek              | 6–2, 6–4                                   |                                            |                                            |
| 2006    | Virginia Ruano Pascual Paola Suárez              | Daniela Hantuchová Szugijama Ai            | 6–3, 6–4                                   |                                            |                                            |
| 2007    | Květa Hrdličková Peschke Rennae Stubbs           | Alicia Molik Mara Santangelo               | 6–0, 6–1                                   |                                            |                                            |
| 2008    | Csan Jung-zsan Csuang Csia-zsung                 | Eva Hrdinová Vladimíra Uhlířová            | 2–6, 7–5, [10–4]                           |                                            |                                            |
| 2009    | Csuang Csia-zsung Jen Ce                         | Marija Kirilenko Agnieszka Radwańska       | 6–0, 4–6, [10–7]                           |                                            |                                            |
| 2010    | Nem rendezték meg, elköltözött Carlsbadba.       | Nem rendezték meg, elköltözött Carlsbadba. | Nem rendezték meg, elköltözött Carlsbadba. | Nem rendezték meg, elköltözött Carlsbadba. | Nem rendezték meg, elköltözött Carlsbadba. |